# Llengües romàniques orientals
Les llengües romàniques orientals són una branca lingüística que comprén les varietats parlades al sud i est de la línia Massa-Senigallia; les llengües romàniques orientals per tant serien el romanès, italià, sicilià i l'extint dàlmata, entre altres varietats parlades al centre i sud d'Itàlia i als Balcans. Mentre que les llengües romàniques situades al nord i oest de la línia com l'espanyol, portugués, francés, català, occità entre més varietats en pertandrien a la branca occidental.
Cal distingir dos termes per a les llengües romàniques orientals:
- 1) El terme es refereix a les varietats situades al sud i est de la línia Massa-Senigallia i la seua distribució abasta Romania, Moldàvia, determinades zones dels Balcans, centre i sud d'Itàlia i l'illa de Còrsega, que comparteixen certes isoglosses úniques dins la Romània, de manera que llengües com l'italià estàndard, napolità i sicilià també serien llengües romàniques orientals.
- 2) El terme es refereix únicament a les llengües balcanoromàniques, que inclou les llengües balcanoromaneses i el dàlmata, llengües romàniques utilitzades als Balcans.[2]

## Isoglosses
- La principal característica és que conserven les oclusives sordes intervocàliques /p, k, t/ en contraposició al romànic occidental, que les sonoritza o perd.
- Usen exclusivament els plurals (-e, -i) derivats del plural nominatiu del llatí.
- Palatalització dels grups llatins (ci, ce) cap a un (/tʃ/) i els grups (ti, te) evolucionaren a (ts) i contrasta amb el romànic occidental, en què tots dos grups evolucionaren a (/s/, /z/ /θ/) respectivament.[3]
- També les llengües romàniques orientals són més conservadores en aspectes fonètics i gramaticals que les occidentals.[4]

### Exemples d'isoglosses
Exemples de formació del plural:
| Llatí           | Català  | Italià | Sicilià | Romanès | Dàlmata |
| --------------- | ------- | ------ | ------- | ------- | ------- |
| Stella, Stellae | estels  | stelle | stelle  | stele   | stale   |
| Libroraria      | llibres | libri  | libri   | libri   | libri   |
| Homo, Homines   | homes   | uomini | omini   | oamini  | jomini  |

Exemples de conservació d'oclusives sordes intervocàliques per llengües són:
| Latí      | Català     | Italià   | Napolità | Sicilià  | Arromanès | Romanès | Dàlmata[6] |
| --------- | ---------- | -------- | -------- | -------- | --------- | ------- | ---------- |
| Capra     | ca(b)ra    | capra    | cràpa    | crapa    | caprã     | capră   | cuopra     |
| Saponem   | sa(b)ó     | sapone   | sapune   | sapuni   | sãpune    | săpun   | sapaun     |
| Iocare    | ju(g)ar    | giocare  | jucà     | jucari   | jucari    | juca    | jocur      |
| Carricare | carre(g)ar | caricare | carrecà  | caricari | ncãrcari  | încărca | cuoricur   |
| Potere    | po(d)er    | potere   | putè     | putiri   | putiri    | putea   | putar      |
| Petra     | pe(d)ra    | pietra   | preta    | petra    | pietrã    | piatră  | pitra      |

## Classificació
- Llengües balcanoromaneses[7]
  - Romanès[nota 1]
  - Varietats balcanoromaneses[nota 2]
- Dàlmata (†)[8]
- Llengües italianes centremeridionals
  - Toscà
    - Cors[nota 3]
    - Italià estàndard[nota 4]

  - Italià central[nota 5]
  - Napolità o italià meridional[nota 6]
  - Sicilià o italià extremomeridional[nota 7]

## Llengües romàniques extintes que degueren pertànyer a aquesta branca
- Morlac †
- Llengua romànica de Pannònia †